# سمیت پروتئین
سمیت پروتئین (به انگلیسی: Protein toxicity) اثر تجمع پسماند متابولیک پروتئین مانند اوره، اسید اوریک، آمونیاک و کراتینین است. مسمومیت پروتئین دلایل زیادی دارد، از جمله اختلال‌های چرخه اوره، جهش‌های ژنتیکی، مصرف بی‌رویه پروتئین، و عملکرد ناکافی کلیه، مانند بیماری مزمن کلیوی و آسیب حاد کلیه. علائم مسمومیت با پروتئین شامل استفراغ غیرقابل توضیح و از دست دادن اشتها است. سمیت پروتئین درمان‌نشده می‌تواند منجر به عوارض جدی مانند تشنج، انسفالوپاتی، آسیب بیشتر کلیه و حتی مرگ شود.